# شون توماس
شون توماس (بالإنجليزية: Sean Patrick Thomas)‏ (و. 1970 – م) هو ممثل، وممثل تلفزيوني، من الولايات المتحدة الأمريكية، ولد في ويلمنتجون، ديلاوير.

## التعليم
تعلم في جامعة فرجينيا، ومدرسة تيش العليا للفنون.

## وصلات خارجية
- شون توماس على موقع IMDb (الإنجليزية)
- شون توماس على موقع ألو سيني (الفرنسية)
- شون توماس على موقع أول موفي (الإنجليزية)
- شون توماس على موقع قاعدة بيانات برودواي على الإنترنت (الإنجليزية)
- شون توماس على موقع قاعدة بيانات الأفلام السويدية (السويدية)
- شون توماس على موقع إن إن دي بي (الإنجليزية)
- شون توماس على موقع قاعدة بيانات الفيلم (الإنجليزية)
- شون توماس على موقع كينوبويسك (الروسية)